# Bharatiya Manavata Vikas Party
Bharatiya Manavata Vikas Party (Indiska Mänskliga Utvecklingspartiet), politiskt parti i Indien. Partiet bildades 2001 av "Indian Institute of Planning & Managements" (IIPM) grundare Malayendra Kishore Chaudhury. Partiet säger sig arbeta för utveckling i fattiga landsbygdsområden, och är en vidareutveckling av andra organisationer (Manav Seva Kendras) som Chaudhury drivit. Chaudhury sjösatte sitt nya parti inför Lok Sabha- och delstatsvalen i Orissa 2004. BMVP fick en del uppmärksamhet i media för sina oortodoxa kandidatrekryteringsmetoder (öppna intervjuer med villiga kandidater).
Chaudhurys BMVP nådde dock ingen framgång i valen. Chaudhury fick 13 873 röster (1,46%) i Balasore och hans partikollega Bijay Kumar Mallick fick 10 303 (1,18%) i Jajpur. I delstatsvalet i Orissa hade BMVP lanserat tio kandidater.